# Хофи, Геза
Ге́за Хо́фи (венг. Hofi Géza, при рождении — Хоффманн (венг. Hoffmann Géza); 2 июля 1936, Будапешт, Венгрия — 10 апреля 2002, там же) — один из самых известных венгерских юмористов, актёр, артист кабаре.

## Биография
Критические способности он унаследовал от отца, Лайоша Хоффманна, который работал на Будапештском табачном заводе, а любовь к музыке от матери, Магдольны Сабо, технического руководителя на Будапештском консервном заводе. Окончив среднюю школу, Геза Хоффманн неудачно поступал в Театральный институт. Потом, будучи рабочим на Фарфоровой фабрике в Кебане, он поступил в Театральный институт Кальмана Рожахеди. Он также играл в театральной группе при Кирпичном заводе в Кебане.
Он работал рабочим пять лет, когда его талант был замечен Йожефом Сендре, который принял его на работу в театре им. Чоконаи в Дебрецене в 1960 году. После спектаклей Хоффманн вместе с друзьями регулярно пародировал сыгранные там роли. Делал это настолько успешно, что в 1963 году он обратно переселился в Будапешт, где начал выступать по всей стране уже как Геза Хофи (Хофи это псевдоним от фамилии Хоффманн).
Хофи стал общеизвестным после своей пародии эстрадного фестиваля, с которой он выступил в новогоднем кабаре, прозвучавшем по радио в 1968 году. В следующем году он устроился в театр Микроскоп Синпад, в котором работал по 1982 год.
Издавались звукозаписи его спектаклей, среди них было много золотых пластинок. Огромным успехом пользовались созданные вместе с Кати Ковач и Яношом Коошом музыкальный радиоспектакль под заглавием Иногда надо побродить (1976) и музыкальный мультфильм под заглавием Соглашательские коты (1979). Они втроем стали первым трио жанра музыкальной пародии. Хофи работал тоже с Миклошом Малеком и Иваном Сенешом.
В 1983 году он получил контракт в театре Мадач Камара, где выступал с собственными текстами и драматургией. Спектакль под заглавием Хофелия он сыграл 500 раз, а спектакль Плата за питание, премьера которого состоялась в октябре 1987 года, ещё больше раз. С 1985 по 1987 год выступал в сопровождении популярного венгерского оркестра "Express".
После конца социализма Хофи дальше выступал также успешно, не меняя свой стиль. Он имел проблемы со здоровьем (инфаркт, операция глаз), и после связанного с ними перерыва Хофи вернулся на сцену в феврале 2002 года, где проработал ещё два месяца до своей смерти. Его похоронили на кладбище Фаркашрети.

## Пластинки
- Hofi (Első menet) (1970)
- Második menet (1972)
- Hofisszeusz (1973)
- Akácos út… (1976)
- Szabhatjuk (1978)
- Te, figyelj haver! (1980)
- Hús-mentesáru (1982)
- Piál a föld (1985)
- Hegedűs a háztetőn — избранные песни
- Hofélia I. — II. (1987)
- Kell néha egy kis csavargás / Próbálj meg lazítani! (1989, 2002 / 1996). совместная пластинка с Кати Ковач и Яношом Коошом
- Hordót a bornak! (1990)
- Szíveslátás (1991)
- Pusszantás mindenkinek! (1997)
- Kossuth-díj (1998)
- Rádiókabaré '99 (1999)
- Rádiókabaré 2000 (2000)
- Gondolj Apádra (2000)
- 1400. (2000)
- Napsugaras jó éjszakát! (2002)
- Hegedűs a háztetőn (песни из мюзикла, запись в 1984 году) (2003)
- Felmegyek hozzád Zenés összeállítás 1. (недоступная ссылка) (2004)
- Gondolj apádra! собранные музыкальные произведения 2. (2005)

## Роли в фильмах
- Bicska Maxi klip (Трёхгрошовая опера — фрагмент) (1966)
- Armstrong-пародия (1968)
- Hofi-Koós show (1969)
- Frédi és Béni (1971)
- Rózsa Sándor-пародия (канун нового года 1971)
- Odüsszeusz (1972)
- Rhoda Scott-пародия (1973)
- A luk (1973)
- Mi a helyzet a gyalogosokkal? (пародия на руководителя Венгрии Яноша Кадара — 1974)
- Iván Kozirev öntőmunkás elbeszélése arról, hogyan költözött új lakásba (1975)
- Építem a csatornámat (1975)
- Újságárus (1976)
- Kutatjuk a közvéleményt (1977)
- Ki fog gólt lőni? (фрагмент из шоу Хофи и Кооша) (1978)
- Hófehérke (Felmegyek hozzád vasárnap délben) (1979)
- Tiszta őrültek háza (1980)
- Meggyúrtuk Hofit (1981)
- Nevezz csak Cucinak! (1982)
- Menczel János — Mariska néni (1984)
- Temetném a munkát (1984)
- Gondolj apádra (1984 Szilveszter)
- Pia nista — концерт (1985)
- Élelem bére (1988)
- Hofi-szilveszter (1991)
- 1996 (1996)

## Главные премии
- 1970, 1973, лауреат премии им. Мари Ясаи
- 1977, лауреат премии заслуженного артиста Венгерской Народной Республики
- 1988, лауреат премии выдающегося артиста Венгерской Народной Республики
- 1995, лауреат премии им. Дерине (Единственный мужчина, который был удостоен этой премии. Её получают только актрисы)
- 1996, лауреат ордена Офицерского Креста Венгерской Республики
- 1998, лауреат премии им. Кошута
- 2002, памятник Хофи возведен на улице Надьмезё («пештский Бродвей»)